# Diplazium tablazianum
Diplazium tablazianum är en majbräkenväxtart som beskrevs av Hermann Christ.
Diplazium tablazianum ingår i släktet Diplazium och familjen Athyriaceae. Inga underarter finns listade i Catalogue of Life.